# Datenmanagementsystem
Ein Datenmanagementsystem (zu „Datenmanagement“) ist ein System zur rechnergestützten Erfassung, Speicherung, Pflege, Verarbeitung, Analyse und Visualisierung von Daten. Es handelt sich um die Software und die Datenbank(en), die in einem Informationssystem (Informatik) genutzt werden. Daten werden benutzt, um in einem vorgegebenen Kontext Informationen zu gewinnen. Daher wird der Begriff Informationsmanagementsystem synonym verwendet.
Aufgabe des Datenmanagementsystems ist es, Daten und somit Information im betrieblichen, im raumbezogenen oder personenbezogenen Informationssystem anwendbar vom Informationsanbietern zum Informationsabnehmern zu bringen. Es ist somit der Mittler oder das technische System zum Transfer von Information.
Die heutigen informationstechnischen Möglichkeiten führen dazu, dass ehemals papiergestützte Daten elektronisch verwaltet und verarbeitet werden. So können große und komplexe Datenmengen beherrscht werden. Um neben der bloßen Speicherung Daten zu verwalten und eine hohe Qualität der Daten zu erhalten, spielen Aspekte wie Datensicherheit, Konsistenz und Redundanzfreiheit eine zunehmende Rolle.

## Anwendungen
Von großer Bedeutung sind Enterprise-Resource-Planning-Systems (ERP) und Stammdatenmanagementsysteme.
Weitere Anwendungen sind:
- PDM – Produktdatenmanagement / Product Data Management ist aus dem Begriff Engineering Data Management (EDM) entstanden und beschreibt Systeme für die zweckmäßige Verwaltung von entwicklungsrelevanten Produktdaten und die Koordinierung von Abläufen, die sich auf die Produktfertigung beziehen. Der Begriff wird vor allem im Umfeld von computer-aided design (CAD) verwendet.
- PRM – Product Resource Management wird vereinzelt von Softwareanbietern synonym zu PIM genutzt, ebenso wie Product Content Management (PCM) – vor allem in England und Frankreich.
- Product Lifecycle Management (PLM) ist weniger eine Informationstechnologie als ein Managementansatz, um Produktlebenszyklen mit Hilfe der Sammlung und Analyse der im Laufe der Zeit entstehenden Produktdaten zu optimieren.
- Media Asset Management (MAM) beschreibt die Verwaltung von multimedialen, unstrukturierten Objekten wie Bilder, Grafiken oder Präsentationen sowie Metainformationen, sprich Daten über Daten. Der Begriff findet sich vor allem in der Medienindustrie. Der Begriff ist nicht PIM-spezifisch.
- Cross Media Publishing (CMP) stammt aus der Druck- und Werbeindustrie und beschreibt den gleichzeitigen Einsatz verschiedener Medien, die sich gegenseitig ergänzen. Zudem versteht man darunter die medienübergreifende Mehrfachnutzung von Einzelbausteinen wie Texte, Bilder oder Grafiken. Der Begriff ist nicht PIM-spezifisch.
- MDM – Zentrale Stammdatenverwaltung / Master Data Management wird üblicherweise als übergeordnete Funktion von Product Information Management angesehen. Master Data Management umfasst die Synchronisation, Harmonisierung und Pflege aller Stammdaten im Unternehmen. Debitoren-, Kreditoren- und Mitarbeiterdaten werden also ebenso betrachtet, wie die Produktstammdaten.
- Dokumentenmanagementsysteme (DMS) sind für die Verwaltung von eher kaufmännischen Dokumenten mit anschließender Archivierung zuständig.
- Produktdatenmanagementsysteme (PDM) haben die Aufgabe, Ergebnisse der Produktentwicklung in definierende, repräsentierende, präsentierende Daten und Dokumenten zu speichern, zu verwalten und in späteren Phasen des Produktlebenszyklus zur Verfügung zu stellen. Als Teil des betrieblichen Informations- und Koordinationssystems enthält es Methoden und Regeln des Produktdatenmanagements und Schnittstellen zu CAx-Software, ERP-Software, Workflow-Managements und Dokumentenmanagementsysteme.
- Content-Management-Systeme (CMS) sind Systeme, die im Rahmen des Marketings oder der Eigenpräsentation Informationen und Inhalte für mediale Vermarktungsmedien zur Verfügung stellen. Am bekanntesten sind dabei Content-Management-Systeme im Rahmen von Webauftritten. Dabei wird die Seite in Design und Content getrennt. Während das Design eine längere Zeit nicht geändert wird und bestimmten Richtlinien, wie der Corporate Identity, unterliegen und dadurch als statisch betrachtet werden, sind die Inhalte (Content) einem ständigen Wechsel ausgesetzt.
- Produktinformationsmanagementsystem (PIM) kommen für die Verwaltung von strukturierten Daten im kaufmännischen Umfeld zum Einsatz, um alle erdenklichen Vertriebskanäle zu speisen – vom elektronischen Katalog über den Onlineshop bis zum Printkatalog. Sie nutzen hierzu teilweise Komponenten des Output Managements, des Web Content Managements und des Enterprise Content Managements als Dienste.

## Einsatz in anderen Lebensbereichen
Datenmanagementsysteme werden auch in anderen Lebensbereichen wie der Justiz eingesetzt. In Niedersachsen nutzen Behörden- und Geschäftsleitern ein Managementinformationssystem. Die Staatsanwaltschaften nutzt InforMIS, das auf inforPM basiert. Die ordentliche Gerichtsbarkeit hat mit JuMIS (Justizmanagementinformationssystem) eine Eigenentwicklung.